# The Kid Who Would Be King
The Kid Who Would Be King (titulada: Nacido para ser rey en Hispanoamérica y El niño que pudo ser rey en España) es una película británica del 2019 perteneciente al género de fantasía y aventura dirigida y escrita por Joe Cornish. Es protagonizada por Louis Ashbourne Serkis, Tom Taylor, Patrick Stewart y Rebecca Ferguson. Fue estrenada el 25 de enero de 2019.

## Argumento
Alexander "Alex" Elliot es un niño británico de doce años que está comenzando un nuevo período en la escuela mientras lucha por adaptarse a su nuevo entorno. Cuando su mejor amigo Bedders es acosado por unos estudiantes mayores llamados Lance y Kaye, trato de rescatarlo, pero termina en una pelea con Lance. Alex, Lance y Kaye son detenidos por la directora mientras ella trata de alentar a Alex a vivir a su altura. Mientras tanto, Lance y Kaye planean vengarse de Alex por "soplón".
Esa noche, el dúo persigue a Alex mientras se dirige a casa, pero Alex se esconde en un sitio de construcción cercano, donde encuentra una espada misteriosa y la saca de su posición. Alex se lleva la espada, se la muestra a Bedders y descubren que sus marcas la identifican como Excálibur, la espada del rey Arturo. Alex, jugando, nombra a Bedders "caballero".
En otro lugar, la malvada bruja Morgana se despierta bajo la tierra y envía a sus secuaces en busca del Excálibur. Al día siguiente, un adolescente aparece desde dentro de Stonehenge y se presenta en la escuela de Alex como un nuevo estudiante. El chico se revela a Alex como el mago Merlín, capaz de envejecer hacia atrás y volverse más joven, pero también puede cambiar entre su contraparte artúrica. Alex planea devolver la espada, sin querer tener nada que ver con mitos antiguos. Esa noche, Merlín salva a Alex de un demonio y explica que tiene cuatro días para destruir a Morgana o ella esclavizará a toda Inglaterra durante un eclipse de Sol.
Los demonios de Morgana pueden aparecer solo por la noche y solo pueden ser vistos por Alex y sus caballeros, pero el próximo eclipse total le permitiría a ella emerger plenamente en el mundo. Alex se da cuenta de que estos eventos son paralelos a un libro de cuentos que su padre le había dado. Alex concluye que desciende de Arturo a través de su padre y más tarde recluta a los caballeros Lance y Kaye, que luchan junto a Alex y Bedders, derrotando a tres demonios. Alex les presenta una nueva Mesa Redonda y Merlín pronto le pide a Alex que encuentre la entrada de la prisión de Morgana.
Creyendo que su padre es la clave, Alex lleva al grupo a Tintagel, donde vio a su padre por última vez, hace muchos años. En el camino, Merlín los entrena en esgrima. Pero cuando Morgana se infiltra en la lección, Lance traiciona a Alex y toma la espada para sí mismo. Merlín apenas los salva y el Excálibur se rompe cuando Alex y Lance llegan a los golpes en una marisma. Alex llama a la Dama del lago, quien aparece y restaura la espada. Volviendo a dedicarse a la búsqueda, los cuatro superan a una horda de demonios al atraerlos a un acantilado y así llegan a Tintagel. Alex conoce a su tía Sophie, quien le dice que su padre era un alcohólico, una persona fundamentalmente mala que abandonó a la familia de Alex, y que fue su madre quien le regaló el libro en secreto. Merlín le dice a Alex que el Excálibur no se transmite por derecho de nacimiento, sino por mérito individual, por lo que no importa quien es su padre.
Alex y sus amigos se arman y Alex usa el libro de cuentos para ubicar la entrada al inframundo. Alex desafía a Morgana, quien se transforma en una monstruosa criatura parecida a un dragón y respira fuego, pero Alex la golpea con la espada y los niños escapan. Creyendo que Morgana está muerta, Alex devuelve el Excálibur a la Dama del lago. El día del eclipse, Merlín le informa a Alex que Morgana simplemente fue herida y Alex se da cuenta de que violó el Código de Caballería al mentirle a su madre. En su desesperación, Alex le cuenta todo lo que ha sucedido y la asombra invocando a la Dama del lago en la bañera, donde recupera el Excálibur.
En la escuela, Merlín reúne a la facultad y a Alex a los caballeros de todo el cuerpo estudiantil. Durante el eclipse, Morgana aparece con todo su ejército y ahora toma una forma enorme, semi-dragónica. Los niños contraatacan, utilizando estrategias que combinan la guerra medieval con la tecnología moderna, pero finalmente se retiran a la azotea. Merlín lanza un hechizo mágico para sacar a Morgana del mundo y Alex la decapita a medida que desaparece, disipando a todos los demonios. 
Luego de la batalla, Alex, Bedders, Lance y Kaye se despiden de Merlín, quien los alienta a convertirse en líderes.

## Reparto
- Louis Ashbourne Serkis como Alex Elliot.
- Tom Taylor como Lance.
- Rebecca Ferguson como Morgana "Morgan" le Fay.
- Angus Imrie como un joven Merlín.
  - Patrick Stewart interpreta Merlín en su forma adulta.[8]
- Dean Chaumoo como Bedders.
- Rhianna Doris como Kaye.
- Denise Gough como la señora Elliot, madre de Alex.
- Genevieve O'Reilly como Sophie.

## Doblaje
| Personaje               | Actor original         | Actor de doblaje · México | Actor de doblaje · España |
| ----------------------- | ---------------------- | ------------------------- | ------------------------- |
| Alex Elliot             | Louis Ashbourne Serkis | Jared Mendoza             | Álvaro De Juana           |
| Lance                   | Tom Taylor             | Emilio Treviño            | Fernando Delgado          |
| Morgana "Morgan" le Fay | Rebecca Ferguson       | Liliana Barba             | Conchi López              |
| Bedders                 | Dean Chaumoo           | Oliver Díaz               | Aitor Garrido             |
| Kaye                    | Rhianna Doris          | Regina Tiscareño          | Jara Luna                 |
| Merlín Joven            | Angus Imrie            | José Antonio Toledano     | Ángel Colomé              |
| Merlín Anciano          | Patrick Stewart        | Armando Coria             | Luis Mas                  |
| Mary Elliott            | Denise Gough           | Diana Santos              | Olga Cano                 |
| Señora Lee              | Noma Dumezweni         | Anabel Méndez             | Ana Plaza                 |
| Sophie                  | Genevieve O'Reilly     | Adriana Casas             | Ana Esther Alborg         |
| Señor Jeffreys          | Mark Bonnar            | Germán Fabregat           | Txema Moscoso             |
| Señor Kepler            | Nathan Stewart-Jarrett | Esteban Desco             |                           |
| Insertos                | N/D                    | Marco Viloria             |                           |

## Producción
El rodaje comenzó el 25 de septiembre de 2017, en Londres.

## Recepción crítica
Según la página web de reseñas Rotten Tomatoes, el 90% de los críticos le dio a la película una opinión positiva, basada en 153 comentarios y una calificación promedio de 6.8/10. El consenso crítico de la página web dice: "Nacido para ser rey recuerda a las aventuras clásicas de todas las edades, y replantea una leyenda atemporal, para una nueva adición completamente agradable al canon de la película familiar". En el sitio web Metacritic, la película tiene un puntaje promedio ponderado de 67 sobre 100 basado en 32 críticos, lo que indica "críticas generalmente favorables". Las audiencias encuestadas por CinemaScore dieron a la película una calificación promedio de "B+" en una escala de A+ a F, mientras que las de PostTrakle le dieron un puntaje general positivo de 71% y una "recomendación definitiva" de 46%.